# Convento de Santa Clara (Ocaña)

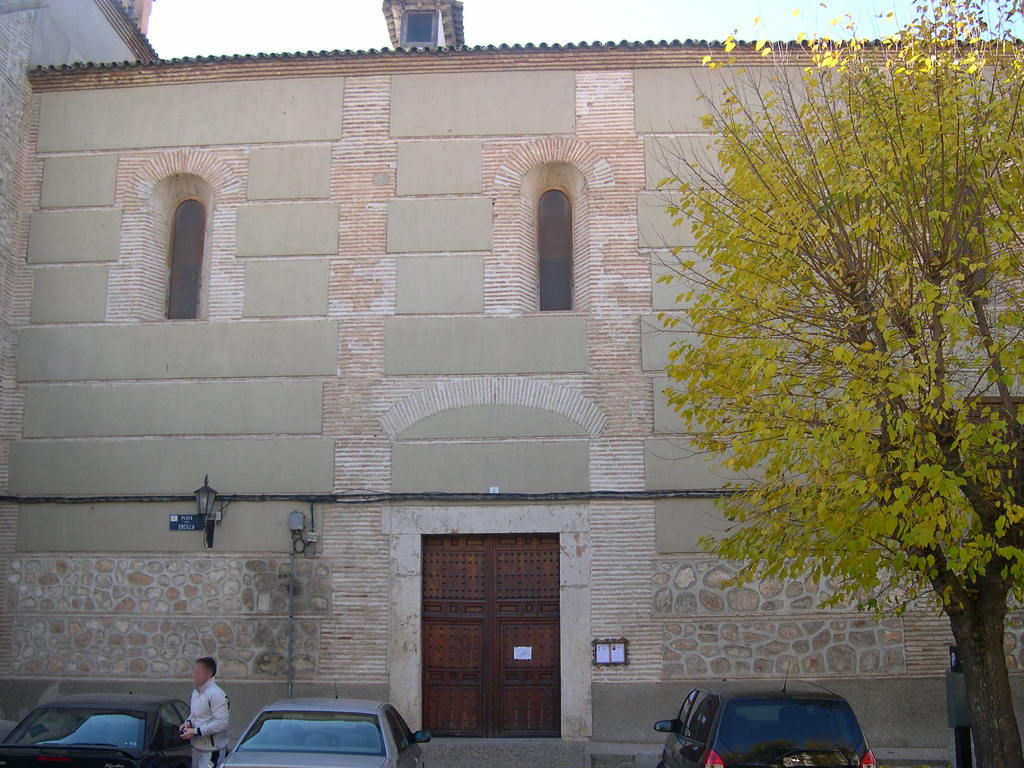
Convento de Santa Clara

El convento de Santa Clara se ubica en la Plaza de Alonso de Ercilla de la localidad toledana de Ocaña.

## Historia
Es el convento más vetusto de los que se establecieron en Ocaña y que bajo la advocación de Santa Clara (perteneciente a la Orden Franciscana), fundó el año 1515 Catalina Román -viuda de Francisco Muñoz- estableciendo utilizar parte de sus bienes en la creación de dicho convento, para el que entregó también sus residencias y reservando el Patronato para su hijo Alonso, según figura en su testamento en Ocaña a 17 de septiembre de 1515, ante Miguel Sánchez de los Tocados, Secretario del Ayuntamiento.
Su situación original fue en un edificio también propiedad de Catalina, cercana a la calle Mayor y sito en la antigua calle de la Pelota (hoy en día, Julián de Huelbes), proveniente del vínculo que erigió María de Guzmán (esposa de Gabriel de Benavente), comúnmente llamado "El Vínculo de Benavente".
De estos edificios se trasladaron en 1626 al vigente emplazamiento que hoy en día habitan con los permisos necesarios y con una renta anual de unos 4.000 ducados.

## Descripción

### Iglesia
Es una nave rectangular de un solo tramo y cúpula alta semiesférica. En la pared sur, ventanas al exterior protegidas por vidrio decorativo -producto de una reciente restauración-. Un coro alto a los pies de la nave y debajo otro cerrado por verjas de hierro, que carece de utilidad en la actualidad.
De las tres capillas adyacentes a su lado derecho, la única que merece especial alusión, es la Capilla de Nuestro Padre Jesús de Medinaceli, protegida por una delicada y costosa verja de hierro en dos hojas y pliegues en sus costados. En ella se venera la imagen de Jesús de Medinaceli, Titular de la Hermandad de Penitencia de Nuestro Padre Jesús de Medinaceli y una de las más importantes de la Semana Santa de Ocaña.